# 올랜도 레네가데스
| 워싱턴 페더럴스 |                                                            |
| 콘퍼런스        | 동부 콘퍼런스                                              |
| 디비전          | 애틀랜틱 디비전                                            |
| 설립연도        | 1983년                                                     |
| 해체연도        | 1984년                                                     |
| 역사            | 워싱턴 페더럴스 (1983년~1984년) 올랜도 레네가데스 (1985년) |
| 경기장          | 로버트 F. 케네디 메모리얼 스타디움                         |
| 연고지          | 워싱턴 D.C                                                 |
| 상징색          | 켈리 그린, 검정, 은, 하양                                  |
| 구단주          | 벌 버나드                                                  |
| 감독            | 딕 비엘스키 (마지막 감독)                                  |
| 리그 우승       | -                                                          |
| 콘퍼런스 우승   | -                                                          |
| 디비전 우승     | -                                                          |

| 올랜도 레네가데스 |                                                            |
| 콘퍼런스          | 동부 콘퍼런스                                              |
| 디비전            | 애틀랜틱 디비전                                            |
| 설립연도          | 1983년                                                     |
| 해체연도          | 1985년                                                     |
| 역사              | 워싱턴 페더럴스 (1983년~1984년) 올랜도 레네가데스 (1985년) |
| 경기장            | 플로리다 시트러스볼 스타디움                               |
| 연고지            | 플로리다주 올랜도                                          |
| 상징색            | 파랑, 빨강, 하양, 회색, 검정                               |
| 구단주            | 도널드 디즈니                                              |
| 감독              | 리 코소 (마지막 감독)                                      |
| 리그 우승         | -                                                          |
| 콘퍼런스 우승     | -                                                          |
| 디비전 우승       | -                                                          |

워싱턴 페더럴스/올랜도 레네가데스(Washington Federals/Orlando Renegades)는 1983년부터 1985년까지 워싱턴 D.C/플로리다주 올랜도를 연고지로 하는 USFL의 동부 콘퍼런스 애틀랜틱 디비전 소속 미식 축구팀이다.

## 역대 홈경기장
| 경기장                             | 사용기간      | 수용인원 | 장소              | 비고 |
| ---------------------------------- | ------------- | -------- | ----------------- | ---- |
| 워싱턴 페더럴스/올랜도 레네가데스  |               |          |                   |      |
| 로버트 F. 케네디 메모리얼 스타디움 | 1983년~1984년 | 56,692명 | 워싱턴 D.C        | 빈칸 |
| 플로리다 시트러스볼 스타디움       | 1985년        | 52,000명 | 플로리다주 올랜도 | 빈칸 |